# Горухлар
Горухлар (азерб. Qoruqlar) — село в Ордубадском районе Нахичеванской Автономной Республики Азербайджана.

## Этимология
Наименование села происходит от названия клана Горуг входящей в племя Зулькадаров, которые входили в состав тюркской военной конфедерации Кызылбашей, основавших империю Сефевидов. И эта ветвь идет от племени карыков, которые были одним из 24 племен огузов.

## Расположение
Горухлар находится на юго-западе Азербайджана, в Ордубадском районе Нахичеванской Автономной Республики, примерно в 17 км к северо-западу от города Ордубад. Село расположено на дороге Ордубад-Унус, на берегу реки Ванандчай (приток Куры). До 2010 года Горухлар входил в состав муниципалитета Вененда.

## Население
На 2009 год население села составляло 190 человек.

## Экономика

### Местное хозяйство
Население занимается садоводством, овощеводством и животноводством.

### Социально-бытовое обслуживание
В селе есть средняя школа, библиотека и медицинский пункт. 